# Mandé royal
Pour les articles homonymes, voir Mandé (homonymie).

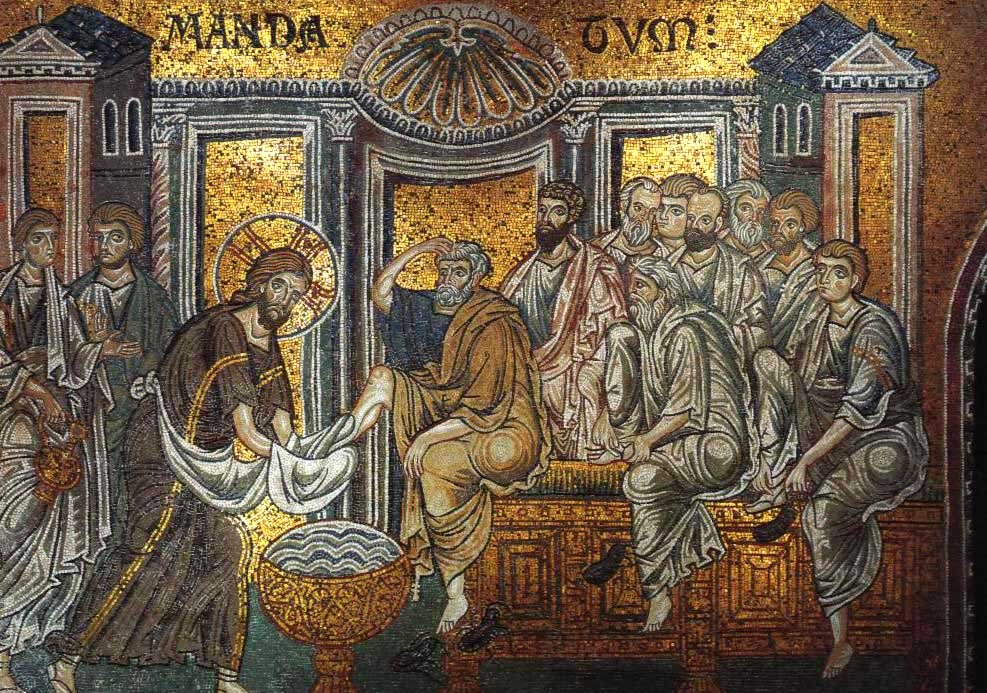
« Mandatum », Monreale, Sicile

Pendant plusieurs siècles, les souverains, rois, reines et empereurs, les chefs religieux, papes, évêques, abbés, ont accompli une cérémonie issue du jeudi saint et de la mémoire de la cène, appelé le Mandé, en vieux français ou Mandatum (de mandatum novum, commandement nouveau, Jean 13), en anglais  Maundy ou lavement des pieds des pauvres, des mendiants, des lépreux, dans le clergé, des prêtres et des moines, ce qui se disait « faire le mandé ». Ce nom devint synonyme des aumônes distribuées ce jour-là dans une corbeille, maund.

## Origines
- La parole du Psaume « les pauvres mangeront, ils seront rassasiés » (Ps 22(21), v. 27), il s'agit du psaume faisant allusion à la passion du Christ : le Vendredi saint.
- Le Mandatum Novum était le commandement nouveau (Jean 13, le lavement des pieds) : durant cette cérémonie, on chantait précisément l'antienne mandatum novum. Ce mot venait de l'antienne  Mandatum novum qu'on chantait alors après l'antienne Ante diem festum Paschae. Quelques épitaphes en font mention  et Du Cange au XVIe siècle y fait allusion[1].

## La cène royale et le mandé
On mit l'accent sur les œuvres de charité à accomplir avant les fêtes pascales, à la fin du Carême. Cette cérémonie qui venait du lavement des pieds de ses apôtres, par le Christ, devint une des sept œuvres de miséricorde corporelle à accomplir chaque année, chaque semaine ou chaque jour : peut être en mémoire des paroles de Jésus, lors de l'onction à Béthanie, et juste avant la Passion, « les pauvres vous en aurez toujours avec vous, et quand vous le voudrez, vous pourrez leur faire du bien… ». Le mandé consistait à laver les pieds des pauvres et des mendiants, les essuyer et les embrasser, et à les restaurer ensuite. 
Cette cérémonie (Ablutio pauperum et mandatum) et l'aumône qui l'accompagnait furent appelées mandé (mot en usage à Fontevraud), qui a donné en anglais maundy thursday pour jeudi saint. Ce terme anglais maundy pourrait provenir aussi de mendicare, «  mendier ».
Il y avait un jeu de mots entre « mandét » et «  commandét » comme entre «  mandatum novum » et « commandantum ».  
«  Le lavement des pieds, le mandatum pauperum, ainsi appelé parce que l'antienne du jeudi saint commence par : Mandatum novum do vobis, se traduisit en Mandé ; on disait le mandé, pour désigner cette cérémonie qui se liait à une quête faite au profit des pauvres. La mande, manda, employée pour recueillir l'aumône, rattache probablement son étymologie à cette fête et à son nom,  »
Mandé devint donc plus tard  synonyme d'« aumône » mais dans la Navigatio de saint Brendan le mendét est bien le lavement des pieds. Le mandé était annuellement l'occasion de distributions de vin, de nourriture, de viandes, d'argent, et de vêtements : à Rouen on chaussait et on vêtait  de pied en cap  douze pauvres le jeudi saint, ou  par exemple, à Liège… 
Le mandé devint ensuite une cérémonie accomplie à certaines époques de l'année, puis chaque samedi soir dans certaines abbayes, et parfois, quotidiennement    par  quelque rois ou reines saints  :  
Robert le Pieux, Élisabeth de Hongrie, Louis IX, Marguerite d'Écosse[Laquelle ?] et son époux, l'affectionnaient particulièrement.
«  Tosjors à la came par rente, 
Ne cuidiês pas que je vous mente, 
Fesoit la Dame un grant mandé, 
Là où li povre erent mandé, 
Que la Dame entor li savoir ;
A trestoz cela lor piez lavoit
Et bésoit après essuier. »

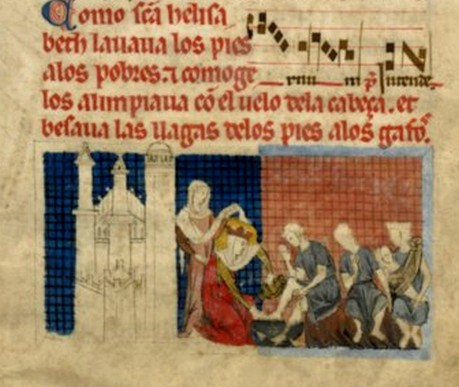
Élisabeth de Hongrie lavant les pieds des pauvres

— La Vie de Sainte Élisabeth de Hongrie
Elle fut donc pratiquée par le souverain catholique dans les différents pays d'Europe :

### EnAngleterre

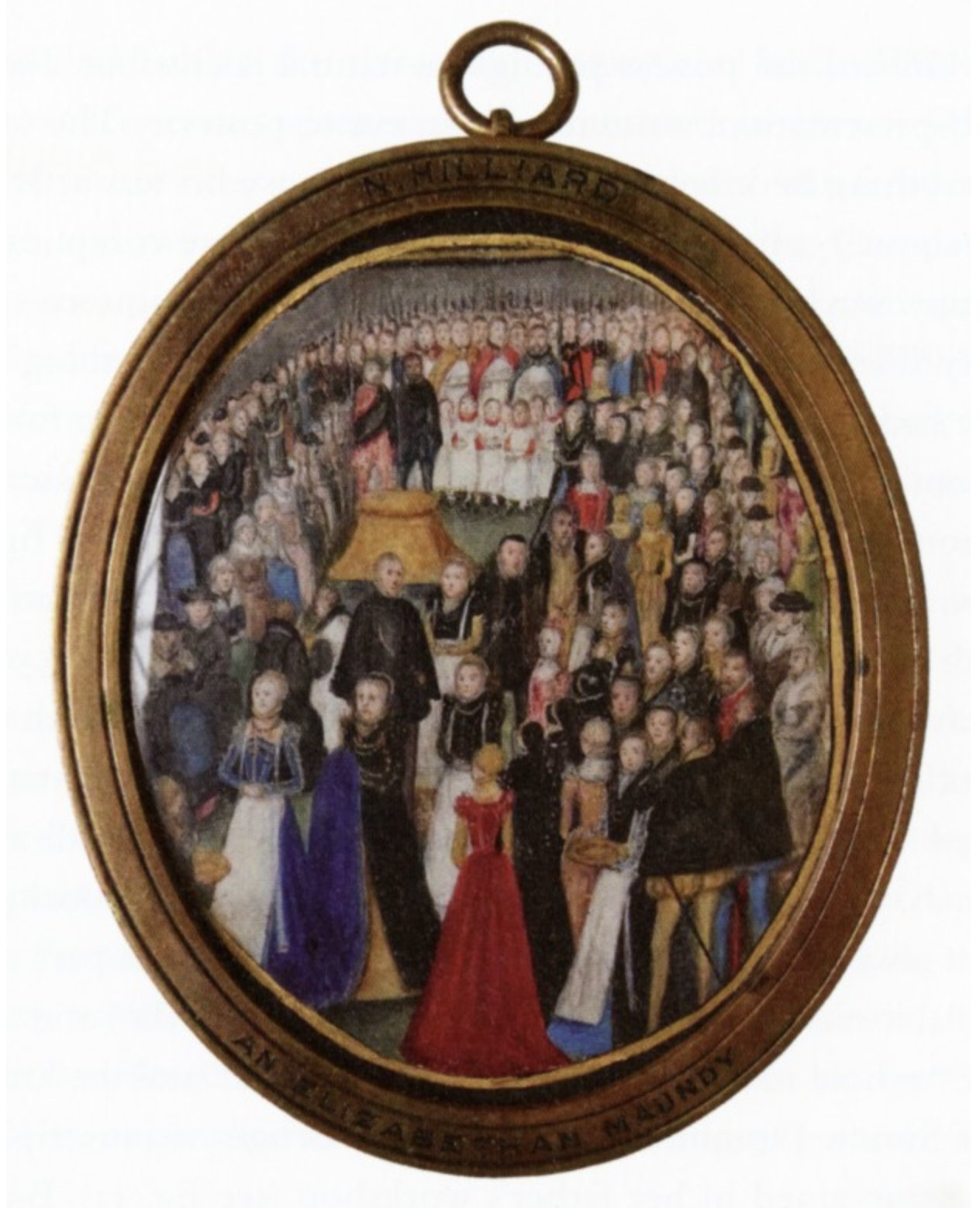
Maundy élisabéthain

Le Mandatum novum fut pratiqué par les rois et  reines d'Angleterre : « en 1320, le roi Édouard lava les pieds de cinquante hommes pauvres ; en 1381, Édouard III ajouta des dons en nombre égal à celui des années du souverain ; en 1572, Élisabeth Ire fit organiser une cérémonie compliquée pour trente-neuf femmes pauvres ; en 1616, le roi Jacques, âgé de cinquante-deux ans, essuya et baisa les pieds lavés d'autant d'hommes pauvres. En 1736, la cérémonie fut supprimée à la cour, mais à chaque Maundy Thursday l'abbaye de Westminster continue à distribuer les aumônes prescrites. Marguerite d'Écosse[Laquelle ?] lavait chaque soir les pieds de  six pauvres qu'elle nourrissait et vêtait, en entretenait trois cents de ses aumônes (d'après son confesseur Turgot), lavait et embrassait les pieds de lépreux, conviait son mari à en faire de même, et s'occupait de vêtir et nourrir neuf orphelins : ce geste du lavement des pieds, devenait une œuvre de bienfaisance et de miséricorde corporelle quotidienne. Les souverains distribuèrent des aumônes en argent, de la monnaie frappée  de manière spéciale, la Maundy money (en).  Dans l'Angleterre anglicane cette cérémonie d'origine médiévale revêt toujours une grande importance. 
Durant les règnes de Jean et Henri III d'Angleterre, les rois se seraient servis du mandé pour asseoir leur pouvoir temporel : introduction d'enfants de la famille royale dans le mandé, qui devenait aussi un moyen de bien les éduquer, discours pour affermir leur autorité.
Une théorie veut que le nom anglais Maundy Thursday pour jeudi saint découlait de  «  maundsor »  ou  panier (ou maund voir mandelier) dans lequel ce jour-là, le roi d'Angleterre  distribue les aumônes pour certains pauvres à Whitehall : « maund » serait lié au latin mendicare et  au français  « mendier ». Mais le synode  du Missouri de l'Église luthérienne stipule que, si le nom « Maundy » dérivait du latin mandatum, cette journée s'appellerait « Mandy-Thursday », de « mandat » ou même «  Mandatum » donc que le terme « Maundy » provient en fait du latin mendicare, vieux français « mendier », et de l'anglais maund, qui, comme un verbe signifie « à mendier » et comme un nom fait référence à un petit panier à aumônes (maunders).  Ce nom provient donc d'une coutume médiévale selon laquelle le  roi  anglais  donne le « maundy / porte-monnaie », des aumônes aux pauvres avant d'assister à la Messe ce jour-là. ,

### EnFrance

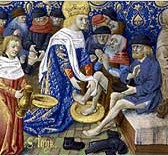
saint Louis et le mandé. Miniature du maître du Cardinal de Bourbon, tirée du Livre des faiz Monseigneur saint Loys jadis roy de France, BNF.

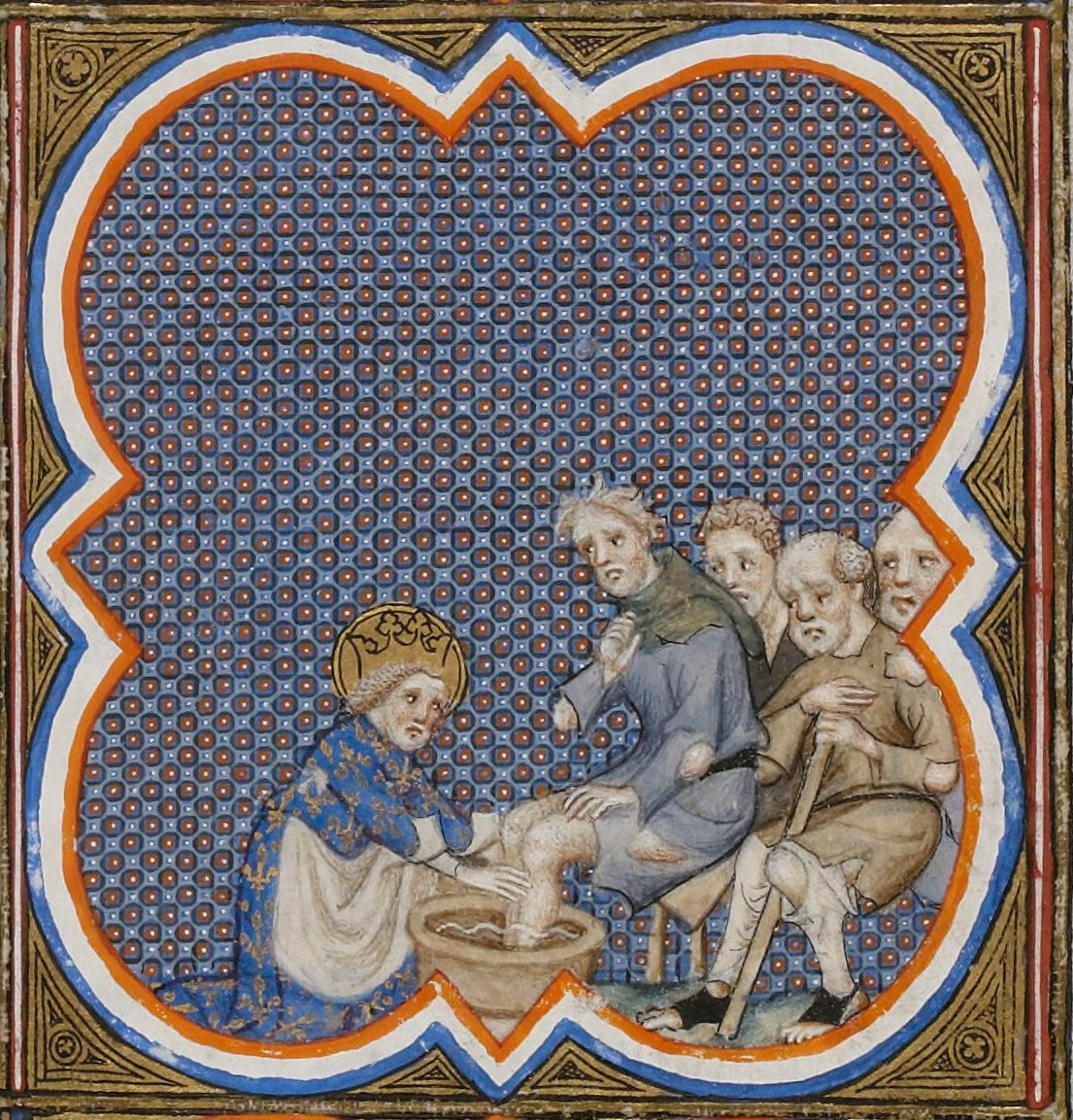
Saint Louis, lavant les pieds d’un mendiant

Le roi de France, en particulier Robert le Pieux et Louis IX le  pratiquèrent : « Dans l'ancienne monarchie, il était d'usage que les rois lavassent le jeudi saint les pieds de douze pauvres qui représentaient les douze apôtres, et les servissent à table avec tous les princes et grands seigneurs de la cour. On fait remonter cette coutume au roi Robert II le Pieux qui nourrissait tous les jours jusqu'à trois cents pauvres à sa table, et qui, revêtu d'un cilice, les servait le jeudi saint et leur lavait les pieds. » Le roi lavait les pieds de douze pauvres et la reine de douze filles.  
«   De plus, le jour, de la cène du Seigneur, il assemblait avec soin au moins trois cents pauvres, et lui-même, à la troisième heure du jour, servait à genoux, de sa sainte main, des légumes, des poissons, du pain à chacun d’eux, et leur mettait un denier dans la main. Ce fait admirable pour ceux qui le virent dans un tel office ne sera pas cru par ceux qui ne l’ont pas vu. À la sixième heure, il réunissait cent pauvres clercs, leur accordait une ration de pain, de poissons et de vin, gratifiait d’un denier douze d’entre, eux, et chantait pendant ce temps, de cœur et de bouche, les psaumes de David ; après cela, cet humble roi préparait la table pour le service de Dieu, déposait ses vêtemens, couvrait sa chair d’un cilice, et s’adjoignait le collège des clercs, au nombre de cent soixante, ou plus encore; il lavait, à l’exemple du Seigneur, les pieds de ces douze pauvres, les essuyait avec ses cheveux, les faisait manger avec lui; et au mandatum Domini, donnait à chacun d’eux deux sous. La cérémonie se faisait en présence d’un clerc et d’un diacre qui lisait le chapitre de l’évangile de saint Jean, où est rapporté ce qui s’est dit et fait dans la cène du Seigneur. »
— Helgaud de Fleury  ,  Vie de Robert II le Pieux, vers 1040
«  Derechief  en chascun le jeusdi  assolu  li  sainz Roi lavoit les piez à treize poures ou à vingt six, et donoit à chascun d'eus quarante deniers, et après il les servoit en sa persone à table, einsi com il est devisé pardesus que il fesoit aus autres poures; et ce méesme fesoit-il fere par Monseigneur Phelipe et par Monseigneur Pierres, et par ses autres enfanz, quant il estoient avecques lui eu jour du juesdi ; et aucuns de ses chapelains disoient l'Office du mandé endemeutières que il lavoit les piez as poures. »
— Vie de saint Louis, par Guillaume de St. Pathus, confesseur de la reine Marguerite de Provence.
Puis, on le pratiqua aussi à Versailles. Ainsi, tous les ans le jeudi saint, Louis XIV procédait à la cérémonie dite de la Cène royale, mais aussi à la cérémonie similaire connue sous le nom du lavement des pieds (Mandatum ou de Lotio pedum), comme tous les évêques catholiques. Sélectionnés la veille puis examinés par le premier médecin du roi, lavés et nourris et revêtus d’une petite robe de drap rouge, treize garçon pauvres étaient amenés dans la salle où la cérémonie allait avoir lieu à Versailles dans la grande salle des gardes situés à l’entrée de l’appartement de la reine. Le chiffre treize rappelle la cérémonie alors accomplie en souvenir du miracle datant de l’époque de saint Grégoire le Grand, lorsque ce Pape vit arriver un ange, sous l’apparence d’un treizième enfant, à la Cène qu’il était en train de célébrer. La place du souverain français était particulière car les autres chefs d’État catholiques, lorsqu’ils accomplissaient cette cérémonie, lavaient en général les pieds de douze pauvres. Louis XIV lava les pieds des pauvres de l’âge de quatre ans à l'année de sa mort.

### EnEspagne
Pendant la lecture de l’Évangile, le roi quittait son épée et son manteau, se ceignait d'un linge et lavait les pieds des pauvres au cours d'une longue cérémonie: 
« II nous redte à parler des Cérémonies qui s'obdervent au Lavement des Pieds des Pauvres, & de la Procession qui se fait ce jour-là. Le jeudi saint, le Roi lave les pieds à treize Pauvres. Cette Cérémonie se fait ordinairement dans l'Anti-Chambre de Sa Majesté, au sortir de l'Office qui se fait dans la Chapelle. Dès que le Roi eft sorti de la Chapelle, les Officiers de la Tapisserie ôtent le Dais, & ceux de la Fourrière mettent dans l'Anti-Chambre des Bancs pour faire asseoir les Pauvres, vis-à-vis desquels on dresse de longues Tables fur lesquelles on les fait diner, avec des Bancs pour s'asseoir… »

## Dans l'Église catholique

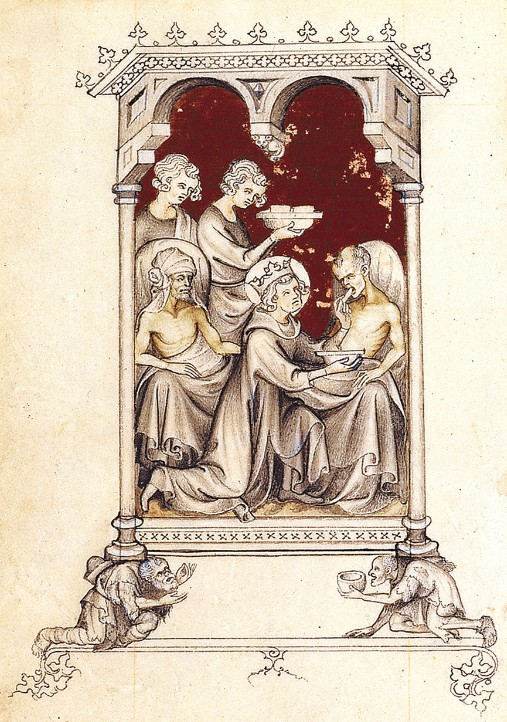
Saint Louis : Repas des pauvres

Cette coutume royale était aussi pratiquée dans toutes les paroisses de France, dans les cathédrales, à Notre-Dame de Paris, et dans les monastères. Dans certaines paroisses on lavait les pieds jusqu'à cent pauvres .
L'usage du lavement des pieds par le roi s'est conservé en France jusqu'en 1830. Depuis cette époque, cette cérémonie  du jeudi saint ne fut faite que par les évêques.
«  Le mandé, mandatum, était une cérémonie très ancienne dans l'église de Paris. Elle consistait à laver, tous les jours de carême, dans le réfectoire des chanoines, les pieds à plusieurs pauvres, auxquels on distribuait ensuite du pain, du vin et d'autres aliments, ou quelques pièces d'argent. D'abord, il n'y eut que deux pauvres appelés à cette cérémonie ; ils étaient choisis parmi les clercs. Ensuite l'évêque Odon de Sully fit une fondation par laquelle cinquante pauvres y furent admis, mais le jour du jeudi saint seulement. Une rente d'un muid de blé, assise sur ses revenus d'Herblay était affectée à cette fondation. Puis, peu de temps après la mort d'Eudes, en 1208, le chapitre, sur la proposition de Hugues Clément, doyen, compléta l'institution du mandé, en ordonnant, par un acte capitulaire, qu'à partir du premier lundi après le dimanche Invocavit me, c'est-à-dire après le premier dimanche de carême, jusqu'au Jeudi saint, à l'exception des dimanches, les ministres du maître-autel, savoir, le prêtre, le diacre et le sous-diacre, laveraient, chaque jour, dans le réfectoire, les pieds à treize pauvres, qui seraient reçus par le semainier, ou, si le semainier était soit moine soit régulier, par le sous-chantre. Le sous-chantre, appelé « proviseur du mandé » dans plusieurs titres du XIIIe siècle, ou, en son absence, le maître des enfants de chœur, devait présider à la cérémonie, et distribuer quatre deniers à chacun des treize pauvres, auxquels il baisait les mains ; quatre deniers à chacun des trois ministres du maître-autel ; deux deniers à chacun des trois enfants de chœur qui les assistaient, et un denier à chacun des deux serviteurs ou servants chargés de préparer l'eau. Le chapitre maintint d'ailleurs l'ancienne institution relative aux deux pauvres clercs du carême et aux cinquante pauvres du jeudi-saint, et assigna, pour le service des distributions prescrites, des fonds qui devaient être administrés par le sous-chantre  »
— cartulaire de Notre-Dame de Paris

### Vidéo
- Royal Maundy 28th March 2010 Prt3